# Margherita av Savojen
Margherita av Savojen, född 20 november 1851 i Turin, död 4 januari 1926 i Bordighera, drottning av Italien, gift med den italienske kungen Umberto I. Hon var dotter till Ferdinand, hertig av Genua och Elisabeth av Sachsen.

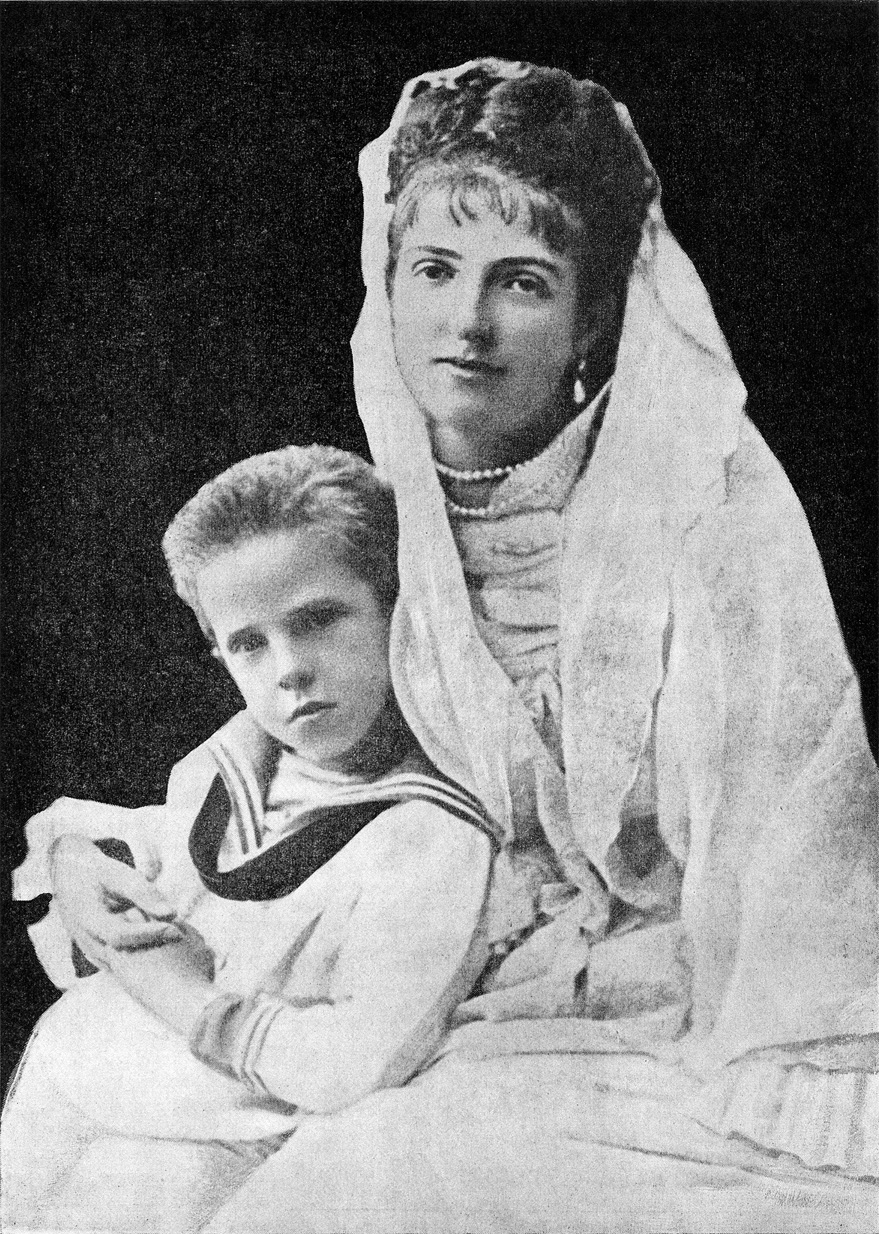
Drottning Margherita med sin son

## Biografi

### Kronprinsessa
Margherita gifte sig med sin kusin, Italiens kronprins Umberto, i Turin 1868, i ett arrangerat äktenskap. Kronprinsparet bosatte sig sedan i Neapel. Den 11 november 1869 fick makarna sonen Victor Emmanuel, prins av Neapel, senare kung Viktor Emanuel III. Paret fick aldrig några fler barn: två år efter bröllopet avslutade de sitt äktenskapliga samliv på grund av makens otrohet, även om de utåt fortsatte uppträda som gifta. Deras relation blev dock en kamratlig kollegial arbetsgemenskap, och Umberto ska vid flera tillfällen ha förlitat sig på hennes råd. 
Eftersom Italien, som hade enats några år före hennes giftermål, inte hade någon drottning, blev Margherita direkt efter bröllopet landets "första dam" och fick som sådan många representationsuppgifter. Hennes uppgift var att skapa popularitet och entusiasm kring Italiens nya kungahus och ena det nyligen splittrade Italien kring en ny symbol. Margherita beskrivs som en intelligent och begåvad karaktär med imponerande utseende som hade en talang för att bete sig socialt vinnande och alltid göra och säga saker som skapade entusiasm vid sina offentliga framträdanden, och hon blev en succé som offentlig person. Under sina resor runtomkring i Italien gjorde hon sig populär genom att alltid framhäva de lokala traditionerna och kulturen. 
När Rom anslöts till Italien och blev dess nya huvudstad år 1870 flyttade kronprinsparet dit. Margherita gjorde även där succé när hon gjorde kungapalatset till ett centrum för den romerska aristokratins societetsliv och därmed motverkade dess motstånd mot Italiens enande.

### Drottning
Då svärfadern avled 1878 och maken besteg tronen blev hon Italiens första drottning sedan dess enande. Tillsammans med maken företog hon en landsomfattande resa genom Italien för att skapa en känsla av nationell enhet genom monarkin. Margherita var populär och blev genom sin charm och förmåga att skapa kontakter en viktig propagandagestalt för monarkin. 
Margherita var politiskt en auktoritär socialkonservativ rojalist och nationalist. Som drottning motarbetade hon parlamentarismen, eftersom hon såg den som ett potentiellt hot mot monarkin, och samlade stöd till monarkin genom att stödja konstnärer och intellektuella med högersympatier, och hennes berömda torsdagssalong blev ett centrum för konservativa och reaktionära krafter. Hon stödde konstnärer och författare och grundade kulturella institutioner, bl.a. Società del Quartetto och Casa di Dante. Hon samlade också stöd till monarkin genom sitt sociala arbete, grundade ett flertal välgörenhetsorganisationer och besökte ofta skolor, sjukhus och andra sociala institutioner. 
Drottning Margherita var våldsamt populär bland allmänheten och omgavs från 1880-talet av en veritabel personkult som nationssymbol och moraliskt föredöme, stödd av press och konservativa intellektuella, konstnärer och politiker. Hon var också politiskt aktiv då hon stödde högerpolitiker och deras strävanden i parlamentet gentemot reformister. 

### Änkedrottning
Margherita blev änkedrottning när Umberto år 1900 mördades i ett attentat. En ny personkult växte då upp kring henne i rollen som den otröstliga änkan efter en mördad kung, en kult hon själv understödde i tron att den var fördelaktig för monarkin. Bland annat hyllades hon i vers av den republikanske skalden Carducci. Margherita besökte som turist de nordiska länderna 1903 .
Som änka bebodde hon Palazzo Margherita vid Via Veneto i Rom, nuvarande amerikanska ambassaden. Hon fortsatte till sin död att ägna sig åt representation för att stödja monarkin. Under första världskriget gjorde hon sitt hem till sjukhus för soldaterna och var aktiv inom Röda korset. 
Efter kriget fruktade hon en socialistisk revolution och avskaffandet av monarkin, och i egenskap av auktoritativ socialkonservativ nationalist stödde hon sedan fascisterna, vars ledare Emilio De Bono, Italo Balbo, Michele Bianchi och Cesare Maria de Vecchi besökte henne inför den fascistiska statskuppen 1922. 

## Eftermäle
Margherita hedrades vid ett officiellt besök i Neapel genom att få pizzavarianten "Margherita" döpt efter sig. 
Margherita Peak, den högsta punkten på Mount Stanley i Afrika, fick sitt namn efter henne. 
År 1893 besteg hon med sina hovdamer Punta Gnifetti i Alperna, vars bergshydda, Capanna Regina Margherita, är den högsta i Europa och även den fick sitt namn efter henne. 